# Robert Piris
Pour les articles homonymes, voir Piris.
Robert Ayrton Piris Da Motta, abrégé Robert Piris, né le 26 juillet 1994 à Ciudad del Este, est un footballeur international paraguayen. Il évolue au poste de milieu de terrain au club du Cerro Porteño.

## Carrière

### En club
Robert Piris rejoint le club de San Lorenzo en janvier 2017.

### En sélection
Avec les moins de 20 ans, il participe à la Coupe du monde des moins de 20 ans en 2013. Lors de cette compétition, il joue quatre matchs. Le Paraguay est éliminé en huitièmes de finale par l'Irak.
Il honore sa première sélection le 28 mai 2016 lors d'un match amical contre le Mexique.

## Statistiques
| Saison                | Club                  | Championnat           | Championnat | Championnat | Coupe(s) nationale(s) | Coupe(s) nationale(s) | Compétition(s) continentale(s) | Compétition(s) continentale(s) | Compétition(s) continentale(s) | Paraguay | Paraguay | Total | Total |
| Saison                | Club                  | Division              | M.          | B.          | M.                    | B.                    | Comp.                          | M.                             | B.                             | M.       | B.       | M.    | B.    |
| 2010                  | Club Rubio Ñu         | Primera División      | 4           | 0           | 0                     | 0                     | -                              | -                              | -                              | -        | -        | 4     | 0     |
| 2011                  | Club Rubio Ñu         | Primera División      | 8           | 0           | 0                     | 0                     | -                              | -                              | -                              | -        | -        | 8     | 0     |
| 2012                  | Club Rubio Ñu         | Primera División      | 22          | 0           | 0                     | 0                     | -                              | -                              | -                              | -        | -        | 22    | 0     |
| 2013                  | Club Rubio Ñu         | Primera División      | 26          | 0           | 0                     | 0                     | -                              | -                              | -                              | -        | -        | 26    | 0     |
| 2014                  | Club Rubio Ñu         | Primera División      | 35          | 2           | 0                     | 0                     | -                              | -                              | -                              | -        | -        | 35    | 2     |
| 2015                  | Club Rubio Ñu         | Primera División      | 21          | 2           | 0                     | 0                     | -                              | -                              | -                              | -        | -        | 21    | 2     |
| 2015                  | Club Olimpia (prêt)   | Primera División      | 13          | 1           | 0                     | 0                     | CS                             | 5                              | 0                              | -        | -        | 18    | 1     |
| 2016                  | Club Olimpia (prêt)   | Primera División      | 17          | 1           | 0                     | 0                     | CL                             | 4                              | 0                              | 3        | 0        | 24    | 1     |
| 2016                  | Club Rubio Ñu         | Primera División      | 7           | 0           | 0                     | 0                     | -                              | -                              | -                              | -        | -        | 7     | 0     |
| Sous-total            | Sous-total            | Sous-total            | 153         | 6           | 0                     | 0                     | -                              | 9                              | 0                              | 3        | 0        | 165   | 6     |
| 2016-2017             | San Lorenzo           | Primera División      | 1           | 0           | 0                     | 0                     | CL                             | 0                              | 0                              | -        | -        | 1     | 0     |
| Sous-total            | Sous-total            | Sous-total            | 1           | 0           | 0                     | 0                     | -                              | 0                              | 0                              | -        | -        | 1     | 0     |
| Total sur la carrière | Total sur la carrière | Total sur la carrière | 154         | 6           | 0                     | 0                     | -                              | 9                              | 0                              | 3        | 0        | 166   | 6     |

## Palmarès
Il remporte le tournoi de clôture du championnat du Paraguay en 2015 avec le Club Olimpia.
 Flamengo
- Copa Libertadores en 2019
- Championnat du Brésil de football 2019